# Sonothèque
Une sonothèque est une banque de données sonores de différents types.
On trouve dans une sonothèque, comme une bibliothèque, une médiathèque
avec une diversité sonore, soit sur un même thème soit sur différents.
Une sonothèque peut se constituer par une ou plusieurs personnes dans le but de collecter des éléments d'une diversité musicale et artistique à disposition de chacun.
La plus grande sonothèque du monde vivant (150 000 chants, cris, bruits et murmures de 9 000 espèces animales en 2013) mise en ligne est celle de la Médiathèque Macaulay du Cornell Lab of Ornithology de l’Université Cornell.